# Rick Rosato

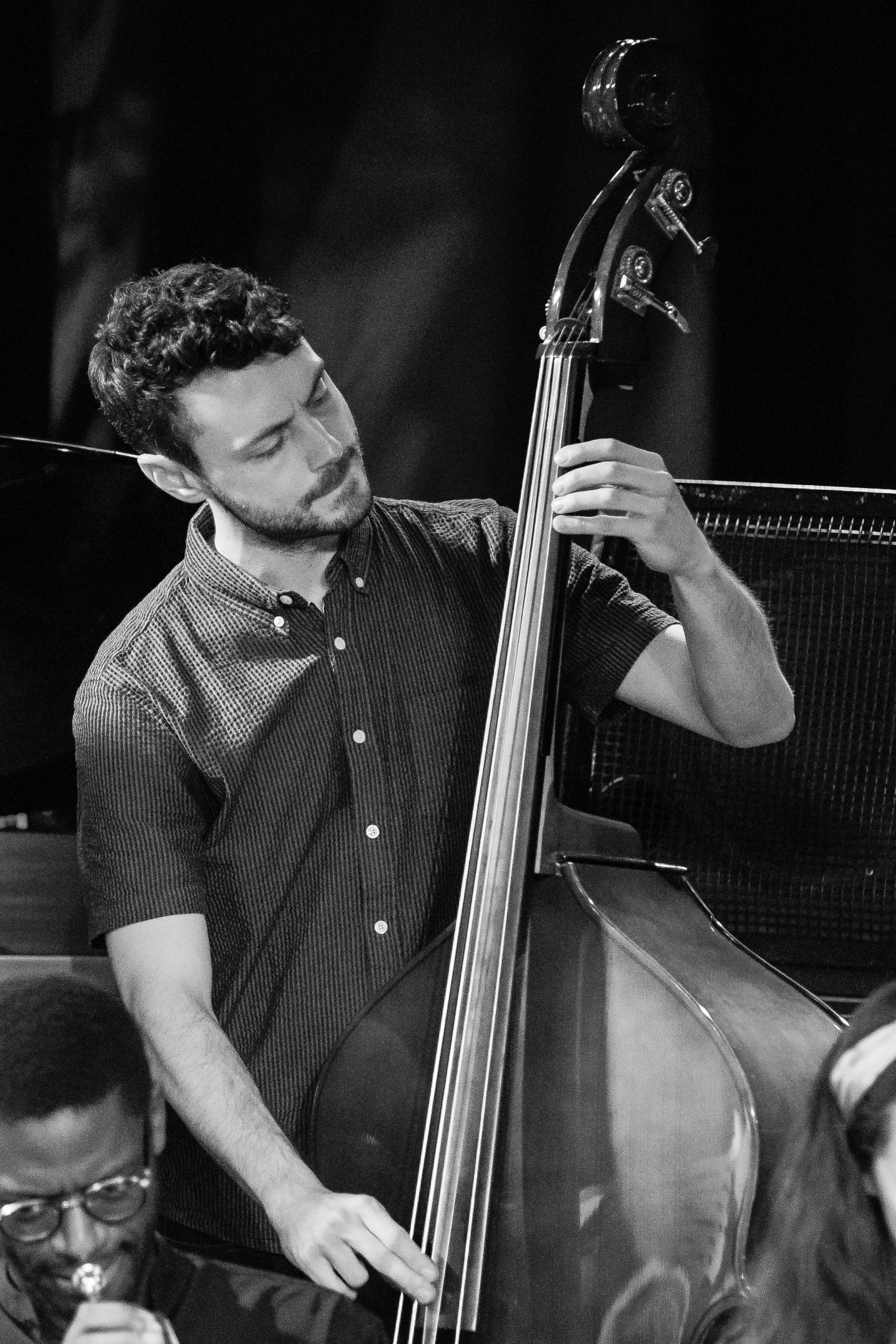
Rick Rosato (2023)
Bild: Tore Sætre

Richard „Rick“ Rosato (* 3. Juli 1988 in Montréal) ist ein kanadischer Jazzmusiker (Kontrabass, Komposition) des Modern Jazz.

## Leben und Wirken
Rosato, der in seiner Geburtsstadt aufwuchs, spielte zunächst in der dortigen Musikszene; erste Aufnahmen entstanden 2006 mit Katya Sourikova (Angels & Satellites) und mit dem Franco Proietti Morph-tet. 2007 zog er nach New York City, um bis 2010 an The New School for Jazz and Contemporary Music bei Larry Grenadier und Ari Hoenig zu studieren. 2010 kuratierte er drei Monate in Montréal eine Veranstaltungsreihe im Upstairs Jazz Club, in der er in verschiedenen Formationen spielte, wie im Trio Stranahan/Zaleski/Rosato mit Colin Stranahan und Glenn Zaleski, mit dem er zudem Tourneen unternahm. In New York arbeitete er in verschiedenen Projekten u. a. mit Ben van Gelder (mit dessen Quintett er auch auf Tournee ging), Gilad Hekselman, Joel Ross, Melissa Aldana, David Kikoski, Marta Sánchez oder Will Vinson. Weiterhin trat er mit Billy Hart, Peter Bernstein, Mark Turner, Dayna Stephens, Chris Potter, Aaron Parks, Bill Stewart, Marcus Gilmore, Jeff Ballard, Ari Hoenig, Mike Moreno, Lage Lund, The Bad Plus, Charles Altura und Gabriel Vicéns auf. 2014 wurde er auf dem Festival International de Jazz de Montréal mit dem Galaxie Jazz Award für die beste Komposition ausgezeichnet. Im Bereich des Jazz war er zwischen 2006 und 2021 an 32 Aufnahmesessions beteiligt, zuletzt mit Roxy Coss (Disparate Parts). Zu hören ist er u. a. auf Marta Sánchez’ Album El Rayo de Luz (2019).
Rosato lebt in Brooklyn.

## Diskographische Hinweise
- Colin Stranahan/Glenn Zaleski/Rick Rosato: Anticipation (Capri 2011)